# Hobart International 2014
Hobart International 2014 - жіночий тенісний турнір, який проходив на хардових кортах Міжнародного тенісного центру в місті Гобарті (Австралія) з 5 по 11 січня 2014 року, в рамках туру WTA 2014. Це було 21-ше за ліком подібне змагання.

## Очки і призові

### Нарахування очок
| Дисципліна       | П   | Ф   | ПФ  | ЧФ | 1/8 | 1/16 | Q   | Q3  | Q2  | Q1  |
| Одиночний розряд | 280 | 180 | 110 | 60 | 30  | 1    | 18  | 14  | 10  | 1   |
| Парний розряд    | 280 | 180 | 110 | 60 | 1   | Н/Д  | Н/Д | Н/Д | Н/Д | Н/Д |

### Призові гроші
| Дисципліна       | П       | Ф       | ПФ      | ЧФ     | 1/8    | 1/161  | Q3     | Q2   | Q1   |
| Одиночний розряд | $43,000 | $21,400 | $11,300 | $5,900 | $3,310 | $1,925 | $1,005 | $730 | $530 |
| Парний розряд *  | $12,300 | $6,400  | $3,435  | $1,820 | $960   | Н/Д    | Н/Д    | Н/Д  | Н/Д  |

1 Кваліфаєри отримують і призові гроші 1/16 фіналу

* на пару

## Учасниці основної сітки в одиночному розряді

### Сіяні гравчині
| Країна    | Гравчиня               | Рейтинг1 | посіяний |
| --------- | ---------------------- | -------- | -------- |
| Австралія | Саманта Стосур         | 18       | 1        |
| Бельгія   | Кірстен Фліпкенс       | 20       | 2        |
| Росія     | Олена Весніна          | 25       | 3        |
| Росія     | Анастасія Павлюченкова | 26       | 4        |
| Італія    | Флавія Пеннетта        | 31       | 5        |
| Німеччина | Мона Бартель           | 34       | 6        |
| Чехія     | Клара Закопалова       | 35       | 7        |
| Сербія    | Бояна Йовановські      | 36       | 8        |

- 1 Рейтинг станом на 30 грудня 2013.

### Інші учасниці
Нижче наведено учасниць, які отримали вайлдкард на участь в основній сітці:
- Кейсі Деллаква
- Олівія Роговська
- Сторм Сендерз

Нижче наведено гравчинь, які пробились в основну сітку через стадію кваліфікації:
- Медісон Бренгл
- Естрелья Кабеса Кандела
- Гарбінє Мугуруса
- Алісон ван Ейтванк

Такі тенісистки потрапили в основну сітку як щасливий лузер:
- Сільвія Солер Еспіноза

### Відмовились від участі
До початку турніру
- Ешлі Барті (травма лівого аддуктора) --> її замінила Сторм Сендерз
- Флавія Пеннетта (травма зап'ястка) --> її замінила Ан-Софі Месташ
- Штефані Феґеле --> її замінила Анніка Бек
- Вінус Вільямс (втома) --> її замінила Сільвія Солер Еспіноза

### Знялись
- Лора Робсон (травма зап'ястка)
- Олена Весніна (травма лівого кульшового суглобу)
- Яніна Вікмаєр (вірусне захворювання)

## Учасниці основної сітки в парному розряді

### Сіяні гравчині
| Країна            | Гравчиня        | Країна     | Гравчиня           | Рейтинг1 | посіяний |
| ----------------- | --------------- | ---------- | ------------------ | -------- | -------- |
| Нова Зеландія     | Марина Еракович | КНР        | Чжен Цзє           | 45       | 1        |
| США               | Ліза Реймонд    | КНР        | Чжан Шуай          | 86       | 2        |
| Україна           | Ірина Бурячок   | Грузія     | Оксана Калашникова | 125      | 3        |
| Китайський Тайбей | Чжань Юнжань    | Словаччина | Жанетта Гусарова   | 139      | 4        |

- 1 Рейтинг станом на 30 грудня 2013.

### Інші учасники
Нижче наведено пари, які отримали вайлдкард на участь в основній сітці:
- Кімберлі Біррелл /  Олівія Тьяндрамулія
- Олівія Роговська /  Сторм Сендерз

## Переможниці та фіналістки

### Одиночний розряд
- Гарбінє Мугуруса —  Клара Закопалова, 6–4, 6–0

### Парний розряд
- Моніка Нікулеску /  Клара Закопалова —  Ліза Реймонд /  Чжан Шуай, 6–2, 6–7(5–7), [10–8]